# Andrea Carandell i Vallduriola
Andrea Carandell i Vallduriola   (1989) és una empresària catalana i executiva en cap de Benito Novatilu, el grup empresarial hereu de la Fundició Dúctil Benito especialitzat en la construcció de mobiliari urbà, tapes i reixes de fosa, jocs infantils i enllumenat públic, amb fàbriques a Vic i Manlleu i que el 2022 va facturar 80 milions d'euros amb presència en cent setanta països.

## Trajectòria
Carandell forma part de la setena generació d'una família provinent del sector de la metal·lúrgia que va començar amb la fabricació de màquines per a la indústria tèxtil. Va estudiar Administració i Direcció d'Empreses a l'Institut Químic de Sarrià i va treballar com auditora a Deloitte abans d'incorporar-se a la companyia familiar el 2014.
El 2015 va fundar Novatilu amb una inversió inicial de 3,2 milions, una firma especialitzada en il·luminació basada en la tecnologia LED, i que al cap de quatre anys comptava amb cinquanta treballadors i va assolir una facturació de 20 milions d'euros.